# Sleuthemis
Genre
Sleuthemis est un genre d'insectes de la famille des Libellulidae appartenant au sous-ordre des anisoptères dans l'ordre des odonates. Il ne comprend qu'une seule espèce : Sleuthemis diplacoides.

## Espèce du genre
- Sleuthemis diplacoides Fraser, 1951